# Театр стародавньої їжі і конопляної кави
Театр стародавньої їжі і конопляної кави - музей, що знаходиться в селі Ходосівка під Києвом поєднується з Музеєм українських традицій, Центром нутриціології, засновниками яких є подружжя Арама Саргсяна та Наталії Калиновської-Саргсян.
В театрі стародавньої їжі можна ознайомитися з стародавніми способами приготування їжі, зануритися у смаки, стати учасником дійства, відвідати єдиний в Україні Музей українських традицій здорового харчування із давнім інвентарем для приготування їжі.
В раціоні предків найбільшу частку їжі займали зернові культури, та з розвитком технічного прогресу збільшилось споживання цукру, рафінованих продуктів. На десерт споживали конопляну каву, з конопель виготовляли багато предметів побуту. Академік М.М. Гришко вивів перші сорти однодомних конопель, без наркотичних властивостей, що дало змогу заново заснувати конопляну індустрію для виготовлення тканин та інших предметів, як це робили наші предки впродовж 200 років. 
В театрі стародавньої їжі можна спробувати нові страви за стародавніми традиціями.